# Alois M. Holzer
Alois Martin Holzer (* März 1976 in Neunkirchen) ist ein österreichischer Redakteur, Meteorologe, Autor, Konferenz- und Forschungsmanager mit Wohnsitz in Krumbach in der Buckligen Welt.

## Leben
Holzer war von 1997 bis 2006 Österreich-Repräsentant des „Kompetenzzentrums für Tornados in Deutschland, Österreich und der Schweiz“ (TorDACH). 2006 war Holzer Leiter der Gründungsversammlung des Europäischen Unwetterforschungszentrums ESSL (European Severe Storms Laboratory e. V.), dessen Gründungsmitglied er ist, seit 2007 als Schatzmeister auch Vorstandsmitglied der in Weßling bei München ansässigen und gemeinnützigen Organisation. Seit 1997 ist Holzer Redakteur in der ORF-Wetterredaktion. 2003 initiierte er die „Ö3-Wetterwarnungen“ bei dem zum Österreichischen Rundfunk gehörenden Radiosender Ö3, die seither die Bevölkerung vor gefährlichen Wetterereignissen in Österreich warnen sollen. Als Projektleiter der Ö3-Wetterstationen trägt er zum Ausbau des österreichischen meteorologischen Stationsnetzes bei. 
Er ist Autor bzw. Ko-Autor von 2 Büchern und von zahlreichen wissenschaftlichen Beiträgen für meteorologische Fachzeitschriften und Gestalter von Radio- und Internetbeiträgen des ORF. 2009 war Holzer Ko-Organisator der 5. Europäischen Unwetterkonferenz ECSS in Landshut, Bayern. 2011 sitzt Holzer im lokalen Organisationskomitee der ECSS Konferenz in Palma de Mallorca. Seit 2011 ist er Mitglied und seit 2014 Vorsitzender des Auswahlkomitees der European Meteorological Society (EMS) für deren European Media Awards.

## Auszeichnungen
- Goldener Schnidahahn (2008)
- Niederösterreicher des Monats (Juli 2014)[2]